# János Vas
János Vas (* 29. ledna 1984 Dunaújváros, Maďarsko) je maďarský lední hokejista hrající na pozici pravého křídla nebo centra. Ve svém rodném městě začal svoji sportovní kariéru. Následně postupně hrál za MIF Redhawks, IF Troja-Ljungby, IK Pantern, Halmstad Hammers, Iowa Stars, Idaho Steelheads, Brynäs IF, Alba Volán Székesfehérvár, Tingsryds AIF, IF Troja-Ljungby, Dijon, Rouen a od sezóny 2014/2015 za Slavii Praha. Stal se tak prvním hokejistou své země, který nastoupil v české nejvyšší soutěži. Před ročníkem 2016/2017 pražský klub opustil a vrátil se zpět do své vlasti, kde nastupoval za Fehérvár AV19 v mezinárodní EBEL lize a posléze rovněž za Fehérvári Titánok v MOL lize. Další ročníky (2017/2018 až 2020/2021) nastupoval za maďarský celek DVTK Jegesmedvék. Poté přestoupil do francouzského klubu Chamois de Chamonix hrající Ligue Magnus, avšak po sedmi soutěžních utkáních se přesunul na Slovensko do klubu HC Prešov Penguins. Pro další ročník (2022/2023) se vrátil zpět do maďarského celku DVTK Jegesmedvék.
Vase, který je též maďarským reprezentantem, draftoval v roce 2002 jako 32. hráče v pořadí tým NHL Dallas Stars, ale v soutěži nikdy nenastoupil.